# Geai turquoise
Cyanolyca turcosa
Espèce
Statut de conservation UICN

 LC  : Préoccupation mineure
Le Geai turquoise (Cyanolyca turcosa) est une espèce d'oiseaux de la famille des Corvidae.

## Répartition
Cette espèce vit dans les forêts de la cordillère des Andes, en Équateur, en Colombie et au Pérou.